# Dipendenza della Corona britannica

Le dipendenze della Corona

La Dipendenza della Corona britannica (in inglese: British Crown Dependency) è un'istituzione amministrativa britannica.
Si tratta di territori insulari: l'isola di Man, situata nel mare d'Irlanda tra la Gran Bretagna e l'Irlanda, e le isole del Canale, situate nel canale della Manica ad ovest del Cotentin e divise nei due baliati di Jersey e Guernsey.
Queste dipendenze sono possedimenti della Corona britannica; essendo amministrazioni autonome, non fanno parte del Regno Unito. Le tre Dipendenze della Corona sono membri del Consiglio britannico-irlandese. Dal 2005 ogni Dipendenza della Corona ha un primo ministro come capo del governo. In ogni caso, poiché si tratta di possedimenti della Corona, non sono nazioni sovrane e il potere legislativo è, in ultima analisi, detenuto dal sovrano del Regno Unito.
Per quanto concerne l'applicazione delle leggi sulla nazionalità, i residenti nelle dipendenze sono cittadini britannici. In ogni caso, mantengono la propria competenza su temi interni quali il lavoro e l'edilizia.
Ogni isola ha la propria sigla automobilistica (Guernsey, GBG; Alderney, AY; Jersey, J; Isola di Man, MN), il proprio dominio di primo livello (Guernsey, .gg; Jersey, .je; Isola di Man, .im) e il proprio codice ISO 3166-2, in precedenza utilizzato dall'Unione Postale Universale, (Guernsey, GGY; Jersey, JEY; Isola di Man, IMN) riconosciuti ufficialmente dall'ISO il 29 marzo 2006.

## Dipendenze della Corona
| Dipendenza della Corona | Posizione                   | Superficie | Popolazione | Isola        | Stemma                   | Capitale                   |
| ----------------------- | --------------------------- | ---------- | ----------- | ------------ | ------------------------ | -------------------------- |
| Baliato di Guernsey     | Isole del Canale, La Manica | 78 km²     | 67 334      | Alderney     |                          | Saint Peter Port, Guernsey |
| Baliato di Guernsey     | Isole del Canale, La Manica | 78 km²     | 67 334      | Guernsey     | Stemma di Guernsey       | Saint Peter Port, Guernsey |
| Baliato di Guernsey     | Isole del Canale, La Manica | 78 km²     | 67 334      | Herm         |                          | Saint Peter Port, Guernsey |
| Baliato di Guernsey     | Isole del Canale, La Manica | 78 km²     | 67 334      | Sark         |                          | Saint Peter Port, Guernsey |
| Baliato di Jersey       | Isole del Canale, La Manica | 118,2 km²  | 107 800     | Jersey       | Stemma di Jersey         | Saint Helier               |
| Isola di Man            | Mare d'Irlanda              | 572 km²    | 83 314      | Isola di Man | Stemma dell'Isola di Man | Douglas                    |

## Isole del Canale
Le cosiddette isole del Canale Jersey e Guernsey possiedono propri sistemi legali e sanitari, così come proprie politiche sull'immigrazione e "status locale" per cui un baliato non detiene giurisdizione sull'altro. Esercitano patti bilaterali di tassazione. Dal 1961, i baliati hanno corti d'appello separate, ma generalmente il signore di ogni baliato è parte della corte dei giudici d'appello dell'altro.

### Baliato di Guernsey
Il Baliato di Guernsey include l'isola di Guernsey, l'isola di Sark, l'isola di Alderney, Herm e altri isolotti. Il parlamento locale è chiamato States of Guernsey.
All'interno del Baliato di Guernsey, godono di autonomia Sark, Stato feudale (ma democratico) posto sotto il governo del Signore di Sark, la cui legislazione è definita Chief Pleas, e Alderney, la cui assemblea legislativa è pure chiamata the States, ed esercita sotto un presidente eletto.
Guernsey batte proprie monete e banconote (sterlina di Guernsey). Queste circolano liberamente in entrambi i baliati insieme alle monete e banconote britanniche. Non hanno corso legale all'interno del Regno Unito, ma sono comunque spesso accettate.
Vi sono pochi partiti politici: generalmente i candidati si presentano alle elezioni come indipendenti.

### Baliato di Jersey
Il Baliato di Jersey è composto dall'isola di Jersey e da altri gruppi di scogli e isole disabitate.
Il parlamento locale è denominato States of Jersey. La States of Jersey Law 2005 ha introdotto la figura del Chief Minister of Jersey, abolito il potere del Balivo di dissentire con una risoluzione degli States e il diritto di veto da parte del Lieutenant Governor, e stabilito che qualsiasi Ordine o Atto emanato del Regno Unito che possa essere applicato anche a Jersey, venga prima presentato agli States, in modo tale che questi possano esprimere il proprio parere al riguardo.
Jersey batte proprie monete e banconote (sterlina di Jersey). Queste circolano liberamente in entrambi i baliati insieme alla monete e banconote britanniche. Non hanno corso legale all'interno del Regno Unito, ma sono comunque spesso accettate.
Vi sono pochi partiti politici: generalmente i candidati si presentano alle elezioni come indipendenti (vedi Partiti politici a Jersey).

## Isola di Man
Il Tynwald dell'isola di Man rivendica il titolo di più antica assemblea parlamentare esistente senza soluzione di continuità, risalendo al 979 d.C. (anche se non si tratta del più antico parlamento in assoluto, dato che l'Althing islandese risale addirittura al 930). Consiste della Camera delle chiavi (House of Keys), eletta dal popolo, e del Consiglio legislativo dell'Isola di Man, eletto indirettamente: essi possono riunirsi separatamente o congiuntamente per valutare la promulgazione di atti che – una volta divenuti legge – sono noti come Acts of Tynwald. Spesso i candidati si presentano alle elezioni come indipendenti, piuttosto che essere scelti per partito politico. Il Consiglio dei ministri è presieduto dal Ministro capo.
L'isola di Man batte proprie monete e banconote (sterlina di Man). Queste circolano liberamente in entrambi i baliati insieme alla monete e banconote britanniche.
L'Isle of Man Post Office emette propri francobolli e ottiene significative entrate dalla vendita di emissioni speciali a collezionisti.

## Relazioni con la Corona
In ogni Dipendenza della Corona, il monarca britannico è rappresentato da un Luogotenente governatore. Nel 2005 il parlamento dell'Isola di Man approvò la proposta di sostituire il Luogotenente governatore con un "Commissario della Corona", ma questa decisione fu revocata prima dell'entrata in vigore.

### Isole del Canale
Le Isole del Canale sono parte dei territori annessi al Ducato di Normandia nel 933 dal Ducato di Bretagna. Questi territori erano inclusi tra quelli ceduti dal Re di Francia ai vichinghi nel 911, dopo che questi avevano risalito la Senna ed erano giunti fino alle mura di Parigi.
Guglielmo il Conquistatore, Duca di Normandia, reclamò per sé nel 1066 il titolo di Re d'Inghilterra a seguito della morte di Edoardo il Confessore, ottenendolo a seguito della conquista normanna dell'Inghilterra.
I successivi matrimoni intrecciati tra sovrani d'Inghilterra e nobili francesi fece sì che i primi avessero titolo su più terre francesi che il Re di Francia stesso. Quando il Re di Francia rivendicò il proprio diritto feudale di patronaggio, l'allora re inglese, Giovanni d'Inghilterra, temendo di essere imprigionato non intervenne, non rispettando gli obblighi.
Nel 1204, il titolo e i territori del Ducato di Normandia e altri suoi possessi francesi vennero strappati dal Re di Francia a Re Giovanni. Le isole del Canale rimasero leali al Duca legittimo, il Re d'Inghilterra.
In nessun momento storico le Isole del Canale sono state parte del Regno di Inghilterra, e nessun ordine - anche in epoche successive - venne impartito per inserirle in un'unione, come accadde invece in seguito tra i regni di Scozia e Inghilterra, e con quello di Irlanda nel 1801. Le responsabilità di tipo feudale permangono quindi al Duca, sebbene in seguito il Re d'Inghilterra abbia reclamato il titolo.
Si è creata una situazione costituzionale unica, dopo che numerosi successivi monarchi confermarono le libertà e i privilegi dei Baliati, spesso riferiti alla cosiddette Constitutions of King John, un documento leggendario che si narra sia stato concesso da Re Giovanni in seguito al 1204. I governi dei baliati hanno comunque generalmente provato ad evitare di andare oltre i limiti della costituzione non scritta, evitando conflitti con i governi britannici.
In seguito alla restaurazione di Re Carlo II, che aveva trascorso parte del suo esilio proprio sull'isola di Jersey, alle isole del Canale venne inoltre concesso il diritto di stabilire i propri dazi doganali (impôts, in lingua francese di Jersey).

### Isola di Man
Sull'isola di Man, il monarca britannico è il Lord of Mann, titolo variamente retto da re e nobili norreni, scozzesi e inglesi (i nobili inglesi secondo convenzioni feudali nei confronti della corona inglese) finché non venne rivestito dalla Corona Inglese nel 1765. Il titolo ufficiale è Signore di Man, al maschile, mantenuto anche quando il Capo di Stato era la regina Elisabetta II. Durante il regno della Regina Vittoria, invece, il titolo fu modificato in Signora di Man.

## Relazioni con il Regno Unito
Il governo britannico è responsabile esclusivamente per quanto riguarda la difesa e la rappresentanza internazionale, sebbene ogni isola abbia proprie competenze su dogane e immigrazione. Fino al 2001, l'Home Office aveva responsabilità per le Dipendenze della Corona, ma questo è stato trasferito al dipartimento del lord cancelliere, poi al dipartimento per gli affari costituzionali e successivamente al Ministero della giustizia britannico.
Gli atti del parlamento britannico generalmente non riguardano le isole del canale e l'isola di Man, tranne dove esplicitamente indicato, e perfino questo sta diventando sempre più raro. Quando ritenuto opportuno, gli atti del parlamento, possono essere estesi alle isole tramite un Order in Council, e normalmente deve essere richiesta l'approvazione da parte delle rispettive amministrazioni. Un esempio al riguardo può essere considerato il Television Act del 1954, che venne esteso alle isole del Canale, in modo tale da creare una tv locale, nota come Channel Television.
Westminster mantiene il diritto di legiferare sulle isole contro la loro volontà come ultima risorsa, ma ciò è stato raramente esercitato e secondo l'opinione dell'Attorney-General di Jersey, tale diritto è desueto; ciononostante quest'argomentazione non è stata accettata dal Dipartimento per gli Affari Costituzionali (Il Marine offences Act del 1967 è stato un atto legislativo esteso all'isola di Man contro il parere del Tynwald, il parlamento mannese).
La States of Jersey Law 2005 ha stabilito che tutti gli Acts del Regno Unito e gli Orders in Council debbano essere rinviati agli States of Jersey, dando una maggiore libertà d'azione a Jersey in campo internazionale.
Successivamente, con lo sviluppo dell'industria finanziaria e la sempre maggiore interdipendenza del mondo moderno, le isole son diventate molto più attive nel campo delle relazioni internazionali, concludendo trattati e siglando convenzioni con altre nazioni separatamente dal Regno Unito. Tali trattati sono principalmente su materie quali tassazione, finanza, ambiente, commercio ed altre questioni ad eccezione di difesa e rappresentanza internazionale. Il Regno Unito ha comunque approvato il diretto negoziato avviato tra isole del Canale e governo francese riguardo all'attività nucleare francese nella regione dato che si trattava di un argomento sul quale i punti di vista dei Baliati e del governo britannico erano talmente in disaccordo che è parso inutile a quest'ultimo continuare a rappresentare le isole stesse.
Comunque, la vicinanza culturale e costituzionale delle isole con il Regno Unito che numerose istituzioni e organizzazioni sono condivise. La BBC gestisce stazioni locali e programmi televisivi nelle isole del Canale, ma non su quella di Man. Inoltre, sebbene le isole mantengano indipendenza riguardo alle proprie poste e telecomunicazione, continuano a partecipare al piano telefonico nazionale ed hanno adattato i propri codici postali in modo da essere compatibili col sistema britannico.

## Relazioni con l'Unione europea
Sebbene non siano state parte dell'Unione europea avendo deciso di non aderirvi quando il Regno Unito vi entrò, le Dipendenze della Corona hanno avuto una complicata relazione con l'UE, governata dall'Articolo 299(6)(c) del Trattato costitutivo dell'Unione stessa:
e dal protocollo 3 dell'UK's Act of Accession to the Community ("Un atto volto a prevedere disposizioni in relazione all'allargamento delle Comunità europee al Regno Unito, insieme a (per determinati scopi) le Isole del Canale, l'Isola di Man e Gibilterra", 17 ottobre 1972).